# Cobalt(II) tetrafluoroborat(III)
Coban(II) tetrafloroborat(III) là một hợp chất vô cơ có công thức hóa học Co(BF4)2. Nó có thể tạo thành hexahydrat và hexacetonitril, và cũng có thể tạo phức với các phối tử phosphapyrazole.

## Điều chế
Coban(II) tetrafloroborat(III) có thể thu được bằng phản ứng của axit tetrafloroboric(III) và coban(II) cacbonat.

## Hợp chất khác
Co(BF4)2 còn tạo một số hợp chất với NH3, như Co(BF4)2·6NH3 là tinh thể màu hoa hồng đỏ, D = 1,54 g/cm³.